# Petit Tournalin
Il Petit Tournalin (pron. fr. AFI: [pəti tuʁnalɛ̃] - 3.207 m s.l.m.) è una montagna dei Contrafforti valdostani del Monte Rosa nelle Alpi Pennine. Si trova in Valle d'Aosta tra la Valtournenche e la Val d'Ayas.

## Caratteristiche

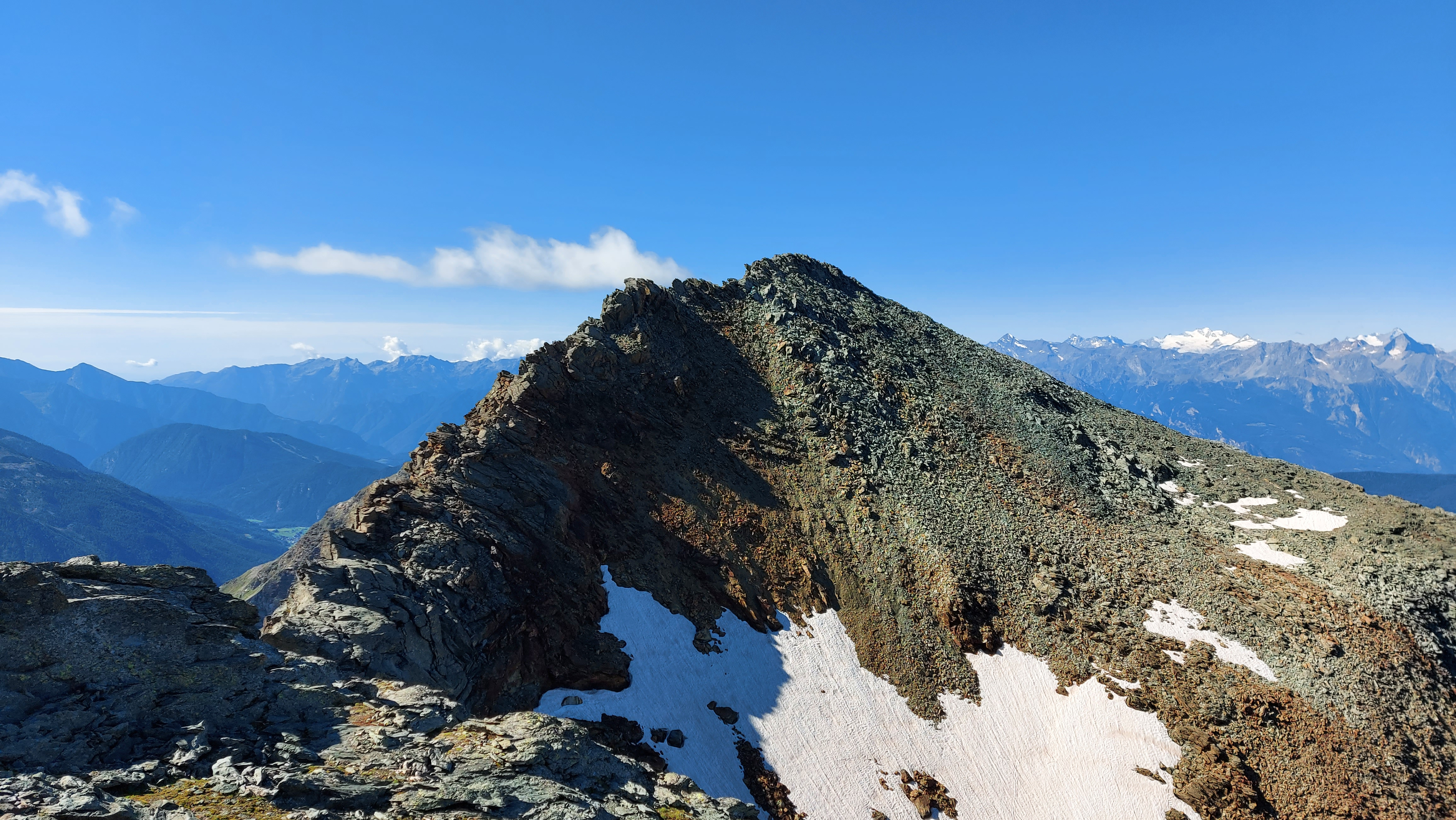
La montagna vista salendo al Grand Tournalin.

Il monte è collocato appena a sud del Grand Tournalin. Continuando la cresta verso sud si arriva alla Becca Trecare.

## Accesso
Si può salire alla vetta partendo da Cheneil: si prende il sentiero che conduce al Col Tournalin, e poco sotto quest'ultimo si devia a destra per raggiungere la cima.  D'inverno, con le dovute precauzioni, la montagna si può raggiungere con gli sci da sci alpinismo da Valtournenche.
Dalla Val d'Ayas si può salire sulla vetta partendo dal rifugio Grand Tournalin.